# Astragalus goreanus
Astragalus goreanus es una especie de planta del género Astragalus, de la familia de las leguminosas, orden Fabales.

## Distribución
Astragalus goreanus se distribuye por Irán y Afganistán.

## Taxonomía
Fue descrita científicamente por Aitch. & Baker. Fue publicada en Trans. Linn. Soc. London, Bot. 3: 55 (1886).